# Lago Parime

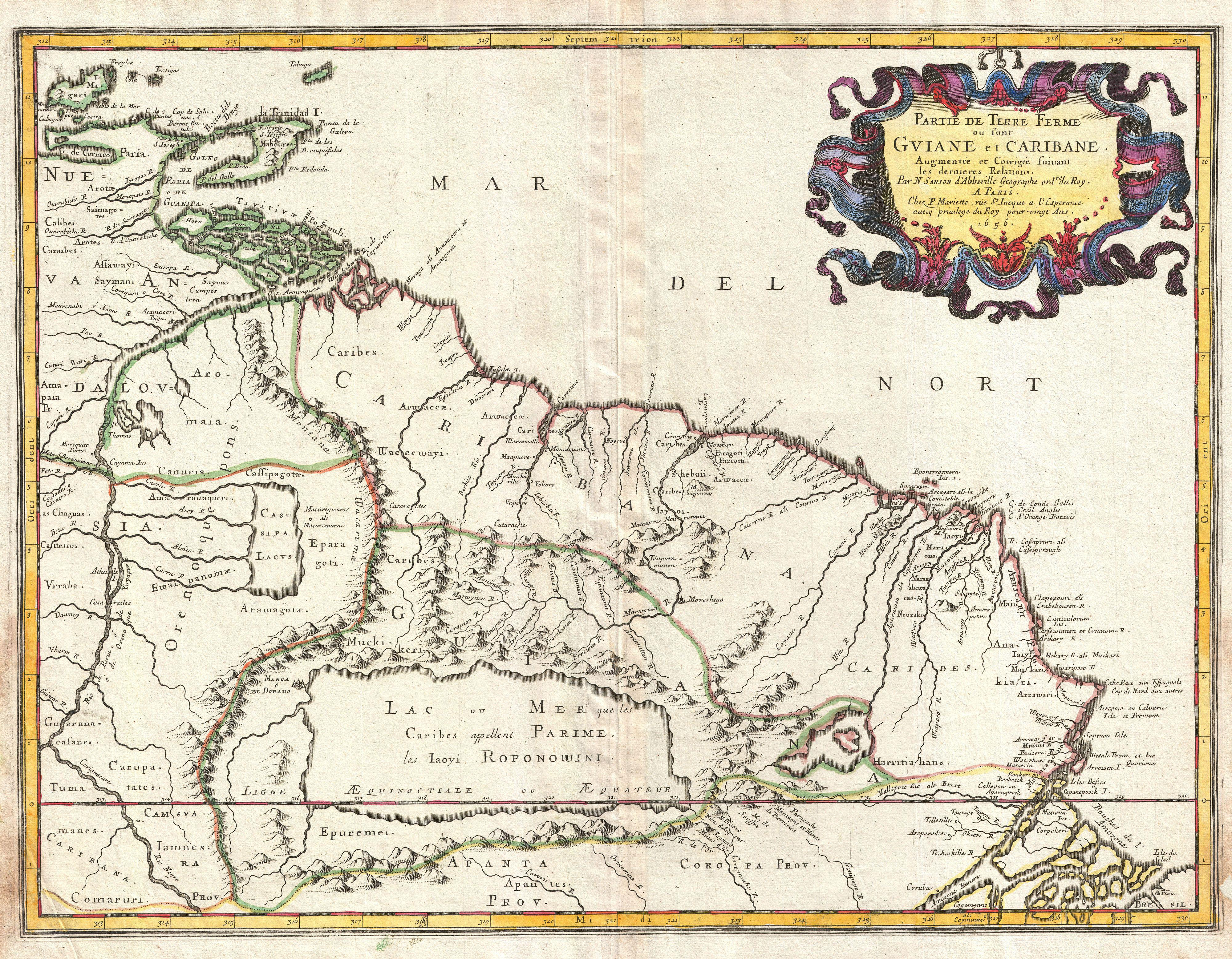
Mappa del 1656 che indicherebbe la presunta posizione di El Dorado e del leggendario Lago Parime

Il Lago Parime o Lago Parima è un lago leggendario che si presumeva situato in Sud America. Si diceva che fosse il luogo della leggendaria città di El Dorado, conosciuta anche come Manoa, molto ambita dagli esploratori europei.

## Ricerca
I ripetuti tentativi di trovare il lago non hanno avuto successo, sicché la sua esistenza è stata spesso considerata un mito insieme alla città. La ricerca del lago Parime ha portato gli esploratori a mappare i fiumi e altre caratteristiche del Venezuela meridionale, del Brasile settentrionale e della Guyana sudoccidentale, prima che l'esistenza del lago fosse definitivamente archiviata all'inizio del XIX secolo.
Recenti indagini geologiche suggeriscono che un lago potrebbe essere esistito nel nord del Brasile, ma che si sia prosciugato per qualche tempo nel XVIII secolo. Si ritiene che sia "Manoa" (in Arawak) che "Parime" (in Galibi) significhino "grande lago". Altri due laghi mitici, il Lago Xarayes o Xaraiés (a volte chiamato Lago Eupana) e il Lago Casipa, sono spesso raffigurati sulle prime mappe del Sud America.